# 나빌 디라르
나빌 디라르 (아랍어: نبيل ضرار, 1986년 2월 25일 ~ )는 모로코의 축구선수로 현재 카슴파샤 소속이다.